# Rachel Komisarz
Rachel Komisarz (Warren (Michigan), 5 december 1976) is een Amerikaanse voormalige zwemster. Ze vertegenwoordigde haar vaderland op de Olympische Zomerspelen 2004 in Athene, Griekenland.

## Carrière
Bij haar internationale debuut, op de wereldkampioenschappen kortebaanzwemmen 2002 in Moskou, veroverde Komisarz de bronzen medaille op de 400 meter vrije slag, daarnaast eindigde ze als vierde op zowel de 800 meter vrije slag als de 50 meter vlinderslag en als vijfde op de 100 meter vlinderslag. Samen met Lindsay Benko, Gabrielle Rose en Colleen Lanne sleepte ze de zilveren medaille in de wacht op de 4x200 meter vrije slag, op de 4x100 meter wisselslag legde ze samen met Haley Cope, Amanda Beard en Lindsay Benko beslag op de zilveren medaille. Op de wereldkampioenschappen zwemmen 2003 in Barcelona veroverde de Amerikaanse samen met Lindsay Benko, Rhiannon Jeffrey en Diana Munz de wereldtitel op de 4x200 meter vrije slag.
Tijdens de Olympische Zomerspelen van 2004 in Athene werd Komisarz uitgeschakeld in de halve finales van de 100 meter vlinderslag. Samen met Lindsay Benko, Rhiannon Jeffrey en Carly Piper zwom ze in de series van de 4x200 meter vrije slag, in de finale sleepte Piper samen met Natalie Coughlin, Dana Vollmer en Kaitlin Sandeno de gouden medaille in de wacht. Op de 4x100 meter wisselslag vormde ze samen met Haley Cope, Tara Kirk en Amanda Weir een team in de series, in de finale legden Natalie Coughlin, Amanda Beard, Jenny Thompson en Kara Lynn Joyce beslag op de zilveren medaille. Voor haar aandeel in beide estafettes werd Komisarz beloond met respectievelijk een gouden en een zilveren medaille. In Indianapolis nam de Amerikaanse deel aan de wereldkampioenschappen kortebaanzwemmen 2004, op dit toernooi veroverde ze de zilveren medaille op de 100 meter vlinderslag en eindigde ze als vierde op de 50 meter vlinderslag. Samen met Dana Vollmer, Lindsay Benko en Kaitlin Sandeno sleepte ze de wereldtitel in de wacht op de 4x200 meter vrije slag.

### 2005-2008
Op de wereldkampioenschappen zwemmen 2005 in Montréal eindigde de Amerikaanse als vierde op de 100 meter vlinderslag, op de 50 meter vlinderslag strandde ze in de series. Op de 4x100 meter wisselslag legde ze samen met Natalie Coughlin, Jessica Hardy en Amanda Weir beslag op de zilveren medaille. Samen met Mary DeScenza, Caroline Burckle en Kaitlin Sandeno vormde ze een team in de series van de 4x200 meter vrije slag, in de finale veroverde Sandeno samen met Natalie Coughlin, Katie Hoff en Whitney Myers de wereldtitel. Voor haar inspanningen in de series werd Komisarz beloond met de zilveren medaille.
Tijdens de wereldkampioenschappen kortebaanzwemmen 2006 in Shanghai legde Komisarz beslag op de zilveren medaille op de 100 meter vlinderslag, op de 50 meter vlinderslag eindigde ze op de zesde plaats. Op de 4x100 meter wisselslag sleepte ze samen met Margaret Hoelzer, Tara Kirk en Maritza Correia de zilveren medaille in de wacht, samen met Kate Ziegler, Amanda Weir en Kaitlin Sandeno veroverde ze de bronzen medaille. In Victoria nam de Amerikaanse deel aan de Pan Pacific kampioenschappen zwemmen 2006, op dit toernooi sleepte ze de zilveren medaille in de wacht op de 100 meter vlinderslag. Op de 4x100 meter wisselslag veroverde ze samen met Natalie Coughlin, Jessica Hardy en Amanda Weir de gouden medaille.
Op de wereldkampioenschappen zwemmen 2007 in Melbourne eindigde Komisarz als vijfde op zowel de 50 als de 100 meter vlinderslag. Samen met Natalie Coughlin, Tara Kirk en Lacey Nymeyer legde ze op de 4x100 meter wisselslag beslag op de zilveren medaille.
Tijdens de wereldkampioenschappen kortebaanzwemmen 2008 in Manchester sleepte de Amerikaanse de zilveren medaille in de wacht op de 100 meter vlinderslag, op de 50 meter vlinderslag eindigde ze op de vierde plaats. Op 4x100 meter wisselslag veroverde ze samen met Margaret Hoelzer, Jessica Hardy en Kara Denby de wereldtitel, het kwartet verbeterde tevens het wereldrecord. Samen met Mary DeScenza, Margaret Hoelzer en Erin Reilly eindigde ze als vierde op de 4x200 meter vrije slag, op de 4x100 meter vrije slag eindigde ze samen met Jessica Hardy, Emily Silver en Kara Denby op de vijfde plaats. Tijdens de Amerikaanse olympische trials wist ze zich niet te plaatsen voor de Olympische Zomerspelen 2008.

## Internationale toernooien
| Jaar | Olympische Spelen | WK langebaan | WK kortebaan | PanPacs                                                      |
| ---- | --- | --- | --- | ------------------------------------------------------------ |
| 2002 | | | 400m vrije slag · 4e 800m vrije slag · 4e 50m vlinderslag · 5e 100m vlinderslag · 4x200m vrije slag · 4x100m wisselslag | geen deelname                                                |
| 2003 | | 4x200m vrije slag                                                                                                 | |                                                              |
| 2004 | 11e 100m vlinderslag · 4x200m vrije slag · Komisarz zwom enkel de series · 4x100m wisselslag · Komisarz zwom enkel de series | | 100m vlinderslag · 4e 50m vlinderslag · 4x200m vrije slag                                                               |                                                              |
| 2005 | | 4e 100m vlinderslag · 18e 50m vlinderslag · 4x200m vrije slag · Komisarz zwom enkel de series · 4x100m wisselslag | |                                                              |
| 2006 | | | 100m vlinderslag · 6e 50m vlinderslag · 4x100m wisselslag · 4x200m vrije slag                                           | 100m vlinderslag · serie 200m vrije slag · 4x100m wisselslag |
| 2007 | | 5e 50m vlinderslag · 5e 100m vlinderslag · 4x100m wisselslag                                                      | |                                                              |
| 2008 | geen deelname | | 100m vlinderslag · 4e 50m vlinderslag · 4x100m wisselslag · 4e 4x200m vrije slag · 5e 4x100m vrije slag                 |                                                              |

## Persoonlijke records

### Kortebaan
| Afstand          | Tijd    | Datum           | Plaats     |
| ---------------- | ------- | --------------- | ---------- |
| 200m vrije slag  | 1.56,37 | 17 januari 2006 | Stockholm  |
| 400m vrije slag  | 4.03,48 | 22 januari 2006 | Berlijn    |
| 800m vrije slag  | 8.25,23 | 6 december 2002 | Melbourne  |
| 50m vlinderslag  | 25,70   | 11 april 2008   | Manchester |
| 100m vlinderslag | 56,32   | 13 april 2008   | Manchester |

### Langebaan
| Afstand          | Tijd    | Datum            | Plaats          |
| ---------------- | ------- | ---------------- | --------------- |
| 200m vrije slag  | 2.00,23 | 7 juli 2004      | Long Beach      |
| 400m vrije slag  | 4.12,04 | 12 augustus 2002 | Fort Lauderdale |
| 800m vrije slag  | 8.38,05 | 10 februari 2004 | Orlando         |
| 50m vlinderslag  | 26,41   | 31 maart 2007    | Melbourne       |
| 100m vlinderslag | 57,60   | 2 december 2007  | Atlanta         |